# Dariusz Odya
Dariusz Odya (ur. 7 września 1965) – polski lekkoatleta, specjalizujący się w biegach średniodystansowych.

## Osiągnięcia
- Mistrzostwa Polski seniorów w lekkoatletyce
  - Poznań 1987 – brązowy medal w biegu na 800 m
  - Grudziądz 1988 – srebrny medal w biegu na 1500 m
  - Kraków 1989 – brązowy medal w biegu na 1500 m

- Halowe mistrzostwa Polski seniorów w lekkoatletyce
  - Spała 1991 – złoty medal w biegu na 3000 m

## Rekordy życiowe
- bieg na 800 metrów
  - stadion – 1:47,32 (Warszawa 1988)
- bieg na 1000 metrów
  - stadion – 2:22,30 (Grudziądz 1987)
- bieg na 1500 metrów
  - stadion – 3:41,54 (Grudziądz 1988)
- bieg na 3000 metrów
  - stadion – 8:04,58 (Mielec 1989)